# BC Racers
BC Racers es un videojuego de carreras desarrollado y publicado por Core Design como consecuencia de la popular serie de Chuck Rock. Originalmente, se lanzó para Sega Mega-CD en 1994, y posteriormente salieron versiones para Mega Drive 32X, PC y 3DO en 1995. La versión Mega-CD fue distribuida en América del Norte por Time Warner Interactive.
A pesar de sus raíces británicas, la versión para Mega Drive 32X se lanzó exclusivamente en América del Norte, donde fue publicada por el sello editorial de corta duración US Gold Front Street Publishing.
Durante el desarrollo, el juego fue conocido como Chuck Racer y luego Chuck Rally: Rocky Racers.

## Historia
BC Racers se desarrolla en el universo de Chuck Rock, donde un millonario hombre de las cavernas, Millstone Rockafella, ha organizado una carrera de bicicletas. El ganador recibirá la Boulderdash Bike.

## Desarrollo
Los gráficos en el juego fueron creados por Toby Gard (quien continuaría diseñando Lara Croft en Tomb Raider). Los personajes fueron creados como wireframes, todos compartiendo los mismos sprites de bicicleta para facilitar el proceso de desarrollo .

## Versiones
Mientras que las versiones Mega-CD y 32X de BC Racers son prácticamente iguales, la conversión 32X es capaz de mantener una tasa de cuadros mucho más alta, lo que a su vez conduce a un juego de ritmo más rápido. La versión Mega-CD es capaz de capitalizar el vídeo de movimiento completo y el audio de mayor calidad, pero se ve obstaculizada por tiempos de carga más largos que no están presentes en el juego 32X. Además, la 32X se ejecuta en una resolución de pantalla más alta y utiliza una distancia de dibujo más larga, y junto con el aumento esperado en el número de colores, conduce a imágenes más detalladas que su homólogo de Mega-CD.
La versión 32X también se compara favorablemente con la versión de PC de IBM (que también carece de música) y la versión de 3DO en términos de velocidad de cuadros, sin embargo, ninguna versión es completamente estable, con cuatro de desempeño notablemente peor que los juegos de Super Nintendo Super Mario Kart y F-Zero, que probablemente sirvieron de inspiración para el juego.

## Jugabilidad
BC Racers es un juego de carreras de bicicletas para uno o dos jugadores, de naturaleza similar a F-Zero y Super Mario Kart (y títulos similares en modo 7) en Super Nintendo. Las pistas son planas, con paisajes y corredores representados por sprites 2D. Hay cuatro ajustes de dificultad; fácil, medio, duro y duro como una roca, cada uno con su propio conjunto de ocho pistas (lo que hace un total de treinta y dos pistas en el juego). Cada pista necesita cuatro vueltas para completar, y hay ocho temas que incluyen desechos del desierto, áreas volcánicas y selvas masivas.
Cada bicicleta en BC Racers consta de dos personajes, uno que controla la bicicleta y otro que viaja en un carro lateral cuyo propósito es atacar a otros jugadores. No hay mejoras en BC Racers, sin embargo, el piloto de sidecar puede golpear a oponentes, similar a la mecánica de Road Rash. Las bicicletas reciben daño, y si un oponente es forzado a estrellarse o romperse, los puntos extra son recompensados. El daño a la bicicleta se puede revertir recolectando power-ups cerca de la línea de salida.
En la versión Mega-CD del juego, se ofrece un modo cooperativo para dos jugadores, donde el jugador uno controla la aceleración y el jugador dos controla las características del sidecar, la dirección y el turbo. Esto fue reemplazado en la versión 32X por un juego de pantalla dividida más tradicional (en el que se elimina gran parte del escenario para mantener una alta velocidad de cuadro).

## Controles
Controles básicos 

Abajo: Interrupción 

Abajo a la izquierda/ Completamente: Giro del freno de mano 

comienzo: Pausa / opciones de zoom
Versión Mega-CD

A: golpear a la izquierda

B: Acelerar 

C: golpear a la derecha

Arriba+ A: Nitro 

X: Alejar 

Y: Nitro 

con: Zoom

Versión 32X

A: Aceleración 

B: Golpe a la derecha 

C: Nitro

## Créditos de producción
| Versión Mega-CD             |                                                                    |
| --------------------------- | ------------------------------------------------------------------ |
| Programado por              | Dan Scott.                                                         |
| Artista gráfico             | Toby Gard.                                                         |
| Música y SFX                | Martin Iveson.                                                     |
| Diseño de juego             | Toby Gard, Dan Scott, Guy Miller.                                  |
| Secuencia de introducción   | Billy Allison.                                                     |
| Intro Support               | Stuart Atkinson, Bob Churchill.                                    |
| Concepto original           | Jason Gee, Jon Hilliard.                                           |
| Gerente Creativo            | Guy Miller.                                                        |
| Producido por               | Jeremy Smith.                                                      |
| Soporte de diseño adicional | Simon Phipps.                                                      |
| Guión gráfico               | Guy Miller.                                                        |
| Soporte gráfico             | Stu Atkinson.                                                      |
| Soporte de productos        | Troy Horton, Jamie Morton, Darren Price, Adrian Smith, David Ward. |

| Versión 32X                   | |
| ----------------------------- | --- |
| Programado por                | Martin Gibbins, Gilbert The Goat, John Kirkland and Stef Walker. |
| Artista gráfico               | Toby Gard. |
| Soporte gráfico               | Stuart Atkinson, Richard Morton y Joby Wood. |
| Música y SFX                  | Nathan McCree. |
| Muestra SFX                   | Martin Iveson. |
| Diseño de juego               | Toby Gard, Martin Gibbins y Dan Scott. |
| Secuencia de introducción     | Billy Allison. |
| Un agradecimiento especial a  | SN Systems. |
| Esculpiendo el Código         | Sean Dunlevy. |
| Gracias a                     | Alyson, Helen, Craig, Richard M., Del, Dan, Capitán Black, Jason Goz, Chris, James, M y L de Davids, Troy, Darren, Jamie, Mark, Mac, Roberto, Jeremy, Alison, Guy Susie, Sharon, Babs, Adrian, Gary, Simon, Mansoor, Jon H., Jason G., Paul, Heather, Andrew y Richard B. |
| Para                          | US Gold, Inc. |
| Agradecimientos especiales a: | Mike Schmitt, Brian Schorr, Mac Senour , Tom Marx, Frank Hom, Dan Wong, Caroline Trujillo, Jill De Maria, Kelly Lindlar, Frank Alizaga Jr., Alison Nichols, Lee Wilkinson, Mr. Free Time.                                                                                 |